# Contea di Ren
La contea di Ren (任县S, Rén XiànP) è una contea della Cina, situata nella provincia di Hebei e amministrata dalla prefettura di Xingtai.